# Shorea curtisii
Shorea curtisii (tiếng Anh thường gọi là Seraya, Dark Red Meranti) là một loài cây gỗ thuộc họ Dipterocarpaceae. Loài này có ở Indonesia, Malaysia, Singapore, và Thái Lan. 
Đây là một cây gỗ lớn với thân xám hoặc nâu đỏ và vỏ ngoài nhiều vết nứt lớn; chóp cây màu lam xám.. Mỗi 5-10 năm cây mới ra quả một lần, sau những thời kì khô hạn kéo dài.